# Osamu Taninaka
Osamu Taninaka (谷中 治 Taninaka Osamu?,  nacido el 24 de septiembre de 1964 en Tokio) es un exfutbolista japonés que se desempeñaba como delantero.
Taninaka jugó 3 veces para la Selección de fútbol de Japón entre 1984 y 1986.

## Trayectoria

### Clubes
| Club              | País  | Año         |
| ----------------- | ----- | ----------- |
| Fujita Industries | Japón | 1983 - 1991 |
| Tosu Futures      | Japón | 1991 - 1995 |

### Selección nacional
| Selección | País  | Año         |
| --------- | ----- | ----------- |
| Absoluta  | Japón | 1984 - 1986 |

## Estadística de equipo nacional
| Selección de Japón | Selección de Japón | Selección de Japón |
| Año                | Part.              | Goles              |
| ------------------ | ------------------ | ------------------ |
| 1984               | 1                  | 0                  |
| 1985               | 0                  | 0                  |
| 1986               | 2                  | 0                  |
| Total              | 3                  | 0                  |